# Phaenandrogomphus dingavani
Phaenandrogomphus dingavani – gatunek ważki z rodziny gadziogłówkowatych (Gomphidae). Występuje w północnej Tajlandii, Mjanmie oraz prowincji Junnan w południowych Chinach.